# Assunzione della Vergine (Correggio)

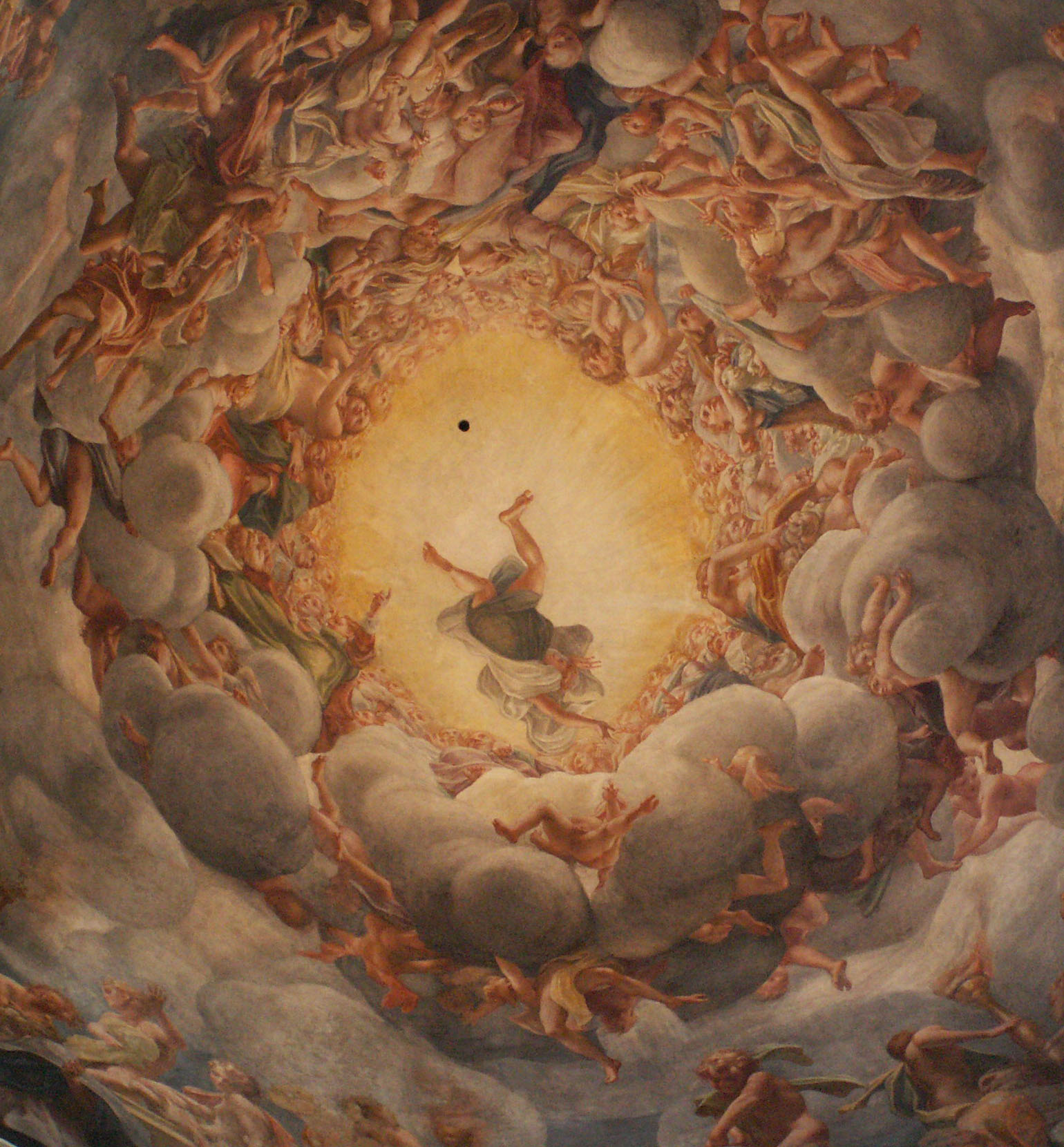
Il centro della cupola

L'Assunzione della Vergine è un affresco (1093x1155 cm alla base) di Correggio, databile al 1524-1530 circa e situato nella cupola sopra l'altare maggiore del Duomo di Parma

## Storia

### Vicende documentate
Il contratto per la decorazione della cupola del Duomo di Parma (che prevedeva anche la decorazione del tamburo, dei pennacchi, delle mura che portavano all'abside e della volta che conduceva all'altar maggiore, nonché del catino absidale) fu stipulato il 3 novembre 1522 tra Correggio e i fabbricieri del duomo di Parma. L'esecuzione vera e propria si data però a partire dal 1524, dopo il termine dei lavori alla cupola di San Giovanni Evangelista, e una tale solerzia nello stabilire il contratto è legata sicuramente all'ansietà dei fabbricieri di assicurarsi l'artista autore del "miracolo" nella vicina abbazia benedettina. In totale il lavoro, che è citato piuttosto genericamente nel contratto (si parla della cupola e delle "istorie" in tutte le altre superfici richieste), arrivava a coprire 150 pertiche quadrate, cioè più di 1600 m2, a un'altezza di 113 piedi e sopra una sminuzzata decorazione quattrocentesca. Nel contratto l'artista si prese esplicitamente l'impegno di creare qualcosa «all'altezza dell'onore del luogo e "nostro"». Il tema generale, l'Assunta, doveva essere già stato previsto inizialmente, per glorificare la patrona della cattedrale, ma i dettagli figurativi vennero sicuramente decisi in seguito. I committenti si impegnavano a versare un compenso totale di 1000 ducati d'oro, più i 100 spesi per acquistate la foglia oro, e a farsi carico dei ponteggi, della calce e dell'intonacatura delle superfici. Il 4 settembre 1524 Marcantonio Zucchi venne incaricato di costruire esternamente un tiburio a futura protezione della cupola, in modo da evitare possibili danni da infiltrazione.
A fine di quell'anno, il 23 novembre, altri lavori di controllo e consolidamento della cupola vennero svolti dal mastro muratore Iorio da Erba, che si occupò anche di "martellinare" la superficie da affrescare, cioè scalfirla a colpi di martelletto per facilitare l'ancoraggio dell'arriccio. Risalgono a questi lavori l'arrotondamento della superficie interna della cupola, che smussò gli spigoli tra i vari spicchi, soprattutto nella parte più bassa.
Il 29 novembre 1526 il Correggio registrò di aver ricevuto un primo pagamento di 275 ducati d'oro, un "quarterio" (un quarto) del pattuito intero: ciò dimostra come il lavoro dovesse essere già in buon progresso. Dal 28 al 31 ottobre 1529 Carlo V visitò Parma accompagnato, tra gli altri, dal marchese di Mantova Federico II Gonzaga (futuro committente di Correggio) e le cronache dell'epoca registrano come l'imperatore venne condotto in Duomo solennemente: verosimile è che gli fossero mostrati gli affreschi della cupola, che dovevano essere finiti o per lo meno a uno stadio molto avanzato; talune fonti più tarde ricordano la presenza, in quell'occasione, anche di Tiziano. Può darsi che in quell'occasione si ebbe quindi la prima scopertura, almeno quella ufficiale, e che i fabbricieri rimasero interdetti e sconcertati davanti a tanta novità: forse solo i giudizi lusinghieri di Tiziano e probabilmente anche di Giulio Romano, convinsero i responsabili a mandare avanti l'opera, facendo proseguire il lavoro nei pennacchi.
L'ultimo pagamento registrato è del 17 novembre 1530 e portò la somma complessiva incassata dal pittore a 550 ducati d'oro, la metà esatta di quanto pattuito. Si ritiene che l'opera, arrivata a 283 "giornate" d'affresco (tutte ritenute autografe) non fosse stata portata a termine nella sua interezza come voleva il contratto, infatti l'artista lavorò solo alla cupola, interrompendo il lavoro nelle altre superfici del presbiterio. Calcoli degli architetti Massimo Baldi ed Elio Rodio parlano di una superficie di circa 650 m2 affrescata, meno della metà rispetto agli accordi iniziali. Un documento del 1551 attesta che i canonici del duomo chiesero allora agli eredi del pittore di risarcire una somma precedentemente versata poiché si riteneva che il lavoro non fosse stato completato. Un altro documento attesta che l'artista acquistò un terreno a Correggio il 29 novembre 1530, il che potrebbe dimostrare un suo interesse a rientrare in patria.

### I dissapori coi committenti

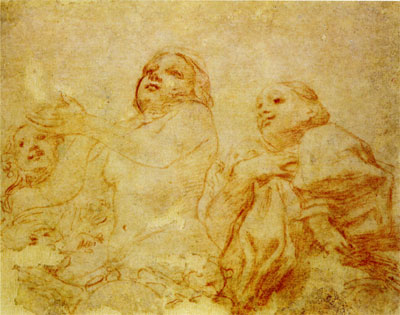
Disegno preparatorio per Eva in collezione privata americana

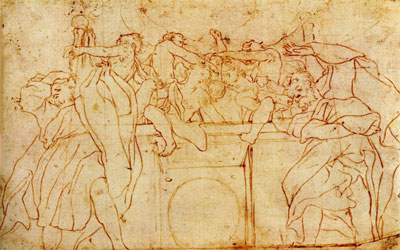
Disegno preparatorio per il parapetto al Museo civico di Correggio

Si è pensato che questa presunta interruzione dei lavori fosse dovuta ai dissapori sorti fra il Correggio e i suoi committenti. In effetti esistono alcune testimonianze del fatto che gli affreschi della cupola del Duomo non dovettero riscuotere un enorme successo. Una di queste è una voce, non meglio documentata che racconta come circolasse un commento sarcastico sull'opera definita un guazzetto di zampe di rane. Un'altra, invece ben documentata è una lettera del pittore Bernardino Gatti che, accingendosi ad affrescare la cupola della chiesa di Santa Maria della Steccata a Parma, nel 1559, scriveva a Damiano Cocconi i suoi dubbi sulla commissione appena ricevuta con queste parole: “non ne voglio far nulla [...] perché non voglio stare alla discreccione de tanti cervelli, e sapete quello che fu dito al Coregio in [sic!] nel Duomo”. Al di là di che cosa fu detto al Correggio dai “tanti cervelli” dei fabbricieri della Cattedrale non è poi così difficile comprendere perché un'opera come questa potesse suscitare critiche e perplessità.
Innanzi tutto il luogo in cui si trovava rappresentava in assoluto il più prestigioso della città e quello dove più importante era mantenere il rispetto per il decorum. Proprio nel Cinquecento il motivo della “convenienza del luogo” era divenuto uno dei criteri invocati per giudicare il valore delle opere d'arte. In genere, le opere per cui si conoscono le critiche più aspre e le polemiche più accese erano quasi sempre collocate in luoghi importanti e dall'alto valore rappresentativo, quali, ad esempio, la basilica di San Pietro o la Cappella Sistina a Roma, Santa Maria del Fiore o piazza della Signoria a Firenze. Proprio nel Duomo di Parma il Correggio osò una rappresentazione per molti aspetti talmente innovativa per non dire rivoluzionaria da risultare, probabilmente, difficile da apprezzare: un po' come era accaduto qualche anno prima a Tiziano e la sua sfolgorante Assunta.
Nonostante ciò continuarono i lavori protettivi alla cupola: tra il 1533 e il 1539 essa fu coperta con lastre di rame, in modo da rendere assai più sicuro il controllo dell'umidità.

### Critiche e elogi
Punto di partenza non può che essere Stendhal, che rappresenta il momento di massima infatuazione ottocentesca per la grazia del Correggio: "Les fresques sublimes du Corrège m'ont arrêté à Parme", durante il suo viaggio italiano del 1816 (Rome, Naples et Florence, 1826). Invece avvertì un senso di disagio, quasi fastidio, Charles Dickens in visita a Parma nel 1844 (Pictures from Italy, cap. 5), che provò un senso di perplessità di fronte all'affresco: “nessun chirurgo, divenuto pazzo, potrebbe immaginare nel suo più folle delirio una tale confusione di braccia e di gambe, un tale coacervo di membra, viste di scorcio, aggrovigliate, abbracciate, mescolate assieme”. Va detto che in quel periodo l'affresco era certamente annerito dallo sporco e forse Dickens non ebbe la possibilità di osservarlo con favore di luce: poche righe prima aveva infatti ammesso che "Heaven knows how beautiful they may have been at one time" (il Cielo sa come dovette essere stato bello a suo tempo). L'opinione di Dickens rappresenta forse il punto più basso raggiunto dalla fortuna critica della cupola del Duomo di Parma la cui storia, va detto, non è avara di testimonianze favorevoli anche se quasi mai la scrittura dei critici e dei viaggiatori cinque e seicenteschi riesce a restituire sulla carta l'emozione e la meraviglia provate dallo sguardo. Pareri positivi, ma sostanzialmente banali e poco articolati, furono espressi da Giorgio Vasari, da Francesco Scannelli, da Marco Boschini, da padre Ottonelli, da Giacomo Barri e da Luigi Scaramuccia. Ma per “questo miracol senz'essempio” ci si aspetterebbe di trovare qualcosa di più di questi generici, per quanto incondizionati, elogi.
In effetti, a volerla cercare, qualche più appassionata lettura degli affreschi del Correggio si trova nelle pagine di un letterato parmense, Ferrante Carli amico di Giovanni Lanfranco, l'artista che più di ogni altro seppe rivalutare la proposta del Correggio (come nella  cupola (archiviato dall'url originale il 4 marzo 2016) di Sant'Andrea della Valle) contribuendo alla sua affermazione di modello imprescindibile per quasi ogni decorazione di cupole dipinta nel periodo che siamo soliti chiamare Barocco, come dimostrano gli affreschi di Gregorio de' Ferrari o quelli di Luca Giordano. Fu proprio l'eccezionale riuscita dell'inganno ottico, sotteso ad un illusionismo tanto ardito, ad attrarre critici e artisti seicenteschi in un momento in cui l'arte fece della retorica uno dei suoi prediletti strumenti di comunicazione. Nel Settecento ormai il Mengs scriveva: "[la cupola del Duomo] è la più bella di tutte, che siensi dipinte prima e dopo".
Nessun opera prodotta nel primo Cinquecento, come la decorazione della cupola del Duomo, riuscì a diventare un modello tanto importante per l'arte barocca. Questa eccezionale fortuna, figurativa più che letteraria, ha contribuito a creare quell'immagine, per altro foriera di malintesi, del Correggio come artista “protobarocco”.

## Descrizione e stile

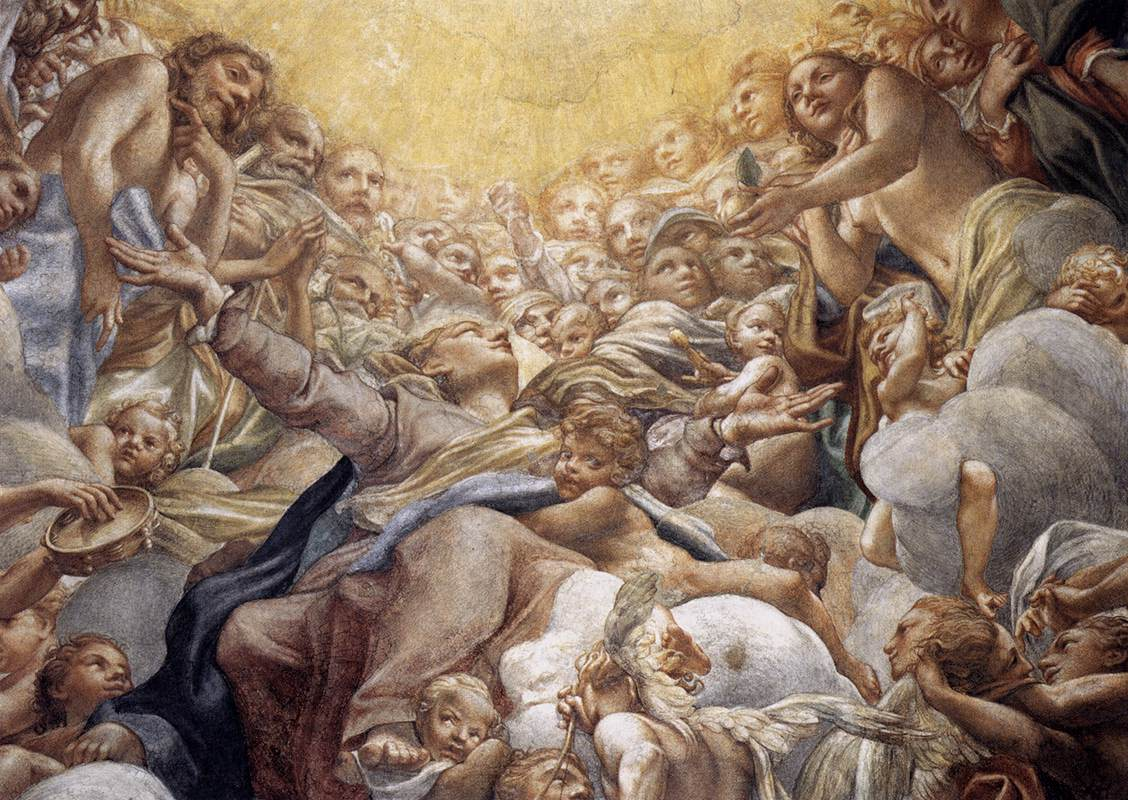
Maria ascendente; ai lati si vedono Adamo ed Eva

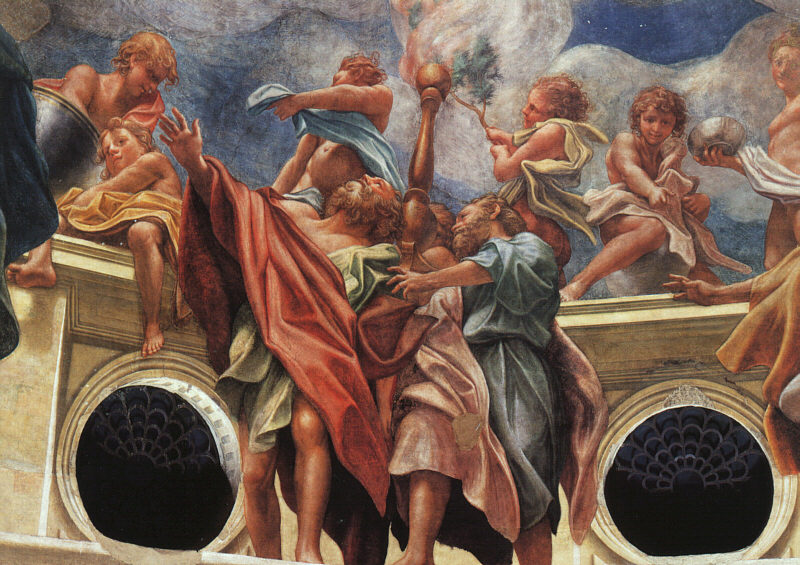
La balaustra

La cupola del Duomo è a base ottagonale con i lati irregolari e l'assialità un po' deformata. Ciò complicò il calcolo delle simmetrie e degli scorci, che il pittore dovette risolvere avvalendosi in tutta probabilità di un astrolabio.
Correggio concepì la sua decorazione affidandosi, come già in San Giovanni Evangelista, a un illusionismo libero da partiture geometriche, che va ben oltre il possibile esempio offerto da Mantegna o da Melozzo da Forlì, i quali, da artisti quattrocenteschi, collocavano i propri personaggi entro un rigoroso schema geometrico. Correggio organizzò invece lo spazio dipinto intorno a un vortice di corpi in volo, che crea una spirale come mai visto prima, che al contrario annulla l'architettura, eliminando visivamente gli angoli e facendo scomparire la fisicità della struttura muraria: i personaggi infatti, più che sembrare dipinti sull'intonaco, per un eccellente equilibrio sembrano librarsi in aria.
Il tamburo è occupato da un muro di cinta, traforato da oculi veri (per risolvere i problemi di illuminazione, fatti aprire al maestro Iorio da Erba), entro il quale stanno in equilibrio, sopra una finta cornice, i dodici apostoli. Al di sopra del muro, una serie di angeli apteri o fanciulli sono intenti ai preparativi di una celebrazione e risultano distaccati, a differenza degli apostoli, dalla scena dell'Assunzione che si sviluppa al di sopra di loro. Dal muro una spirale di nubi si attorciglia in un crescendo di sentimenti e di luce, con l'episodio della nube su cui sale Maria, vestita di rosso e blu e spinta da angeli, alati e apteri, verso la sua glorificazione celeste. Al centro un abbacinante scoppio di lume dorato perfeziona la prodigiosa apparizione dell'Arcangelo Gabriele con le vesti svolazzanti che mostrano che sta scendendo, più che salendo, per andare incontro alla Vergine Assunta. La composizione a spirale, perfezionata da tutti gli accorgimenti prospettici sia di riduzione della scala delle figure, sia di sfocatura nella luce per i soggetti più lontani, guida l'occhio dello spettatore in profondità e accentua il moto ascendente delle figure.
Nel fitto groviglio paradisiaco sono presenti santi, patriarchi e angeli. Sono riconoscibili alla destra di Maria i personaggi maschili fondamentali della Bibbia: Adamo, Abramo, Isacco e Davide; a sinistra tre donne di estrema importanza biblica: Eva (con la mela fogliata), la primaria ragione dell'incarnazione divina, Rebecca, sposa ideale, e Giuditta (con la testa di Oloferne), l'eroina che salvò il suo popolo. Vicino a Maria si vede il volto di Giuseppe suo sposo, riconoscibile per la mazza fiorita: secondo una tradizione orale il suo volto conterrebbe l'autoritratto di Correggio, anche se si tratta di un'ipotesi impossibile dal punto di vista teologico.
In genere però Correggio evitò di rappresentare precisi dettagli iconografici, come i singoli attributi che avrebbero permesso di identificare le figure di ciascun apostolo o ciascun santo, o, scelta ancor più radicale, la tomba da cui la Vergine fu assunta in cielo. Questa omissione, come è stato notato, aveva in realtà lo scopo di coinvolgere nella visione della cupola lo spazio concreto della chiesa sottostante, permettendo ai fedeli di immaginare la presenza della tomba nello spazio in cui si trovava l'altare e di percepire quindi la continuità tra mondo terreno e reale e mondo divino illusivamente finto dalla pittura.
Al di là della presenza di tanti corpi nudi (alcuni dei quali studiati in splendidi disegni a matita rossa, come lo studio per Eva o lo studio per il parapetto)  nel cuore religioso e ideologico della cattedrale, gli affreschi del Correggio non risultavano  - e a tutt'oggi non risultano - facilmente leggibili. A ciò contribuisce anche l'originalissima stesura del colore, leggero e fluente, senza stacchi netti tra figura e figura, all'insegna di un continuum con ambreggiature radenti.

### I pennacchi

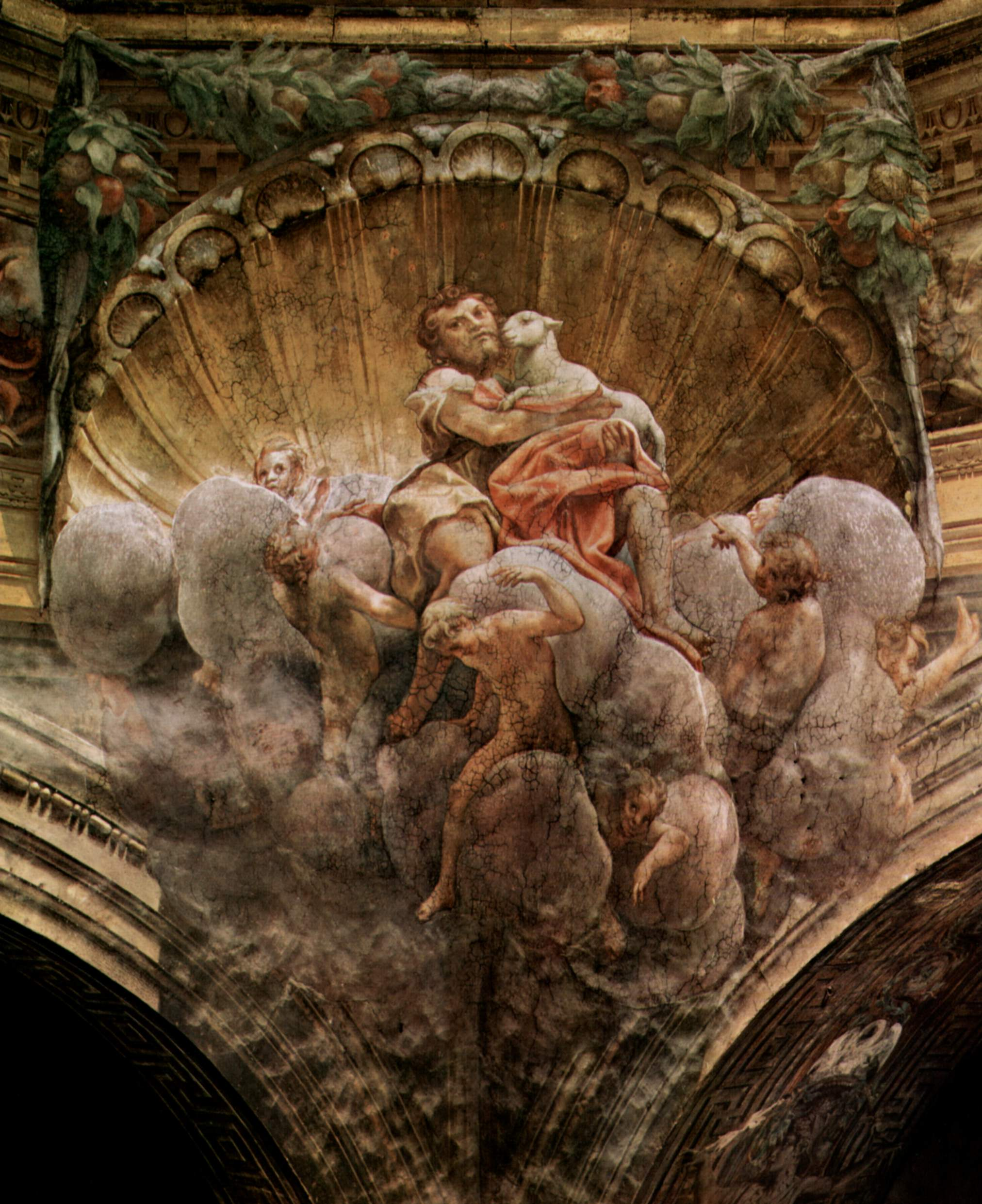
Giovanni Battista, in un pennacchio

Nei quattro pennacchi sono rappresentati, entro nicchie a forma di valva di capasanta, i santi patroni della città: Giovanni Battista con l'agnello, Ilario di Poitiers, Giuseppe  (o San Tommaso) e Bernardo degli Uberti. Essi sono sospesi su nuvole pure rette da presenza angeliche e partecipano al moto ascensionale generale che anima l'intera cupola.
Altre figure correggesche, come in San Giovanni, sono le figure a monocromo dipinte negli intradossi degli arconi che reggono la cupola, le cosiddette "entità astanti".